# Guehomyces
Guehomyces är ett släkte av svampar. Guehomyces ingår i familjen Cyfstofilobasidiaceae, ordningen Cystofilobasidiales, klassen Tremellomycetes, divisionen basidiesvampar och riket svampar.
|            | Itersonilia                            |
|            |                                        |
|            | Mrakia                                 |
|            |                                        |
|            | Udeniomyces                            |
|            |                                        |
|            | Cystofilobasidium                      |
|            |                                        |
|            | Tausonia                               |
|            |                                        |
|            | Rhodozyma                              |
|            |                                        |
|            | Xanthophyllomyces                      |
|            |                                        |
| Guehomyces | \| \| Guehomyces pullulans \| \| \| \| |
|            | \| \| Guehomyces pullulans \| \| \| \| |
|            | Phaffia                                |
|            |                                        |
|            | Guehomyces pullulans                   |
|            |                                        |

|  | Guehomyces pullulans |
|  |                      |